# Falcatelodes anava
Falcatelodes anava är en fjärilsart som beskrevs av Druce 1890. Falcatelodes anava ingår i släktet Falcatelodes och familjen silkesspinnare. Inga underarter finns listade i Catalogue of Life.